# Vuohtajärvi
Vuohtajärvi eller Vuohtojärvi är en sjö i Finland. Den ligger i kommunen Reisjärvi i landskapet Norra Österbotten, i den centrala delen av landet, 400 km norr om huvudstaden Helsingfors. Vuohtajärvi ligger 113,7 meter över havet. Arean är 7,36 kvadratkilometer och strandlinjen är 25,02 kilometer lång. Sjön  ingår i Kalajoki älvs huvudavrinningsområde. 